# كوريغالزو الأول
كوريغالزو الأول وهو الملك 17 لسلالة بابل الثالثة ورث الحكم من أبيه كادشمان هاربي الأول وحكم في فترة 1375 ق م وقام ببناء مدينة عقرقوف وألتي تقع بالقرب من مدينة بغداد وعرفت هذه المدينة في النصوص الأثرية ب دور كوريغالزو نسبا له كما أنه قام ببناء زقورة عقرقوف في نفس المدينة، كوريكالزو أيضا أعاد بناء مدينة سوسة في عيلام ووضع عليها حاكم عيلامي تحت إشرافه خلف كوريكالزو في الحكم كادشمان إنليل الأول .